# Relaciones El Salvador-Perú
Las Relaciones El Salvador-Perú se refieren a las relaciones bilaterales entre la República de El Salvador y la República del Perú. Ambas naciones son miembros de la Comunidad de Estados Latinoamericanos y del Caribe, Grupo de los 77, Naciones Unidas, Organización de Estados Americanos y la Organización de Estados Iberoamericanos.

## Historia

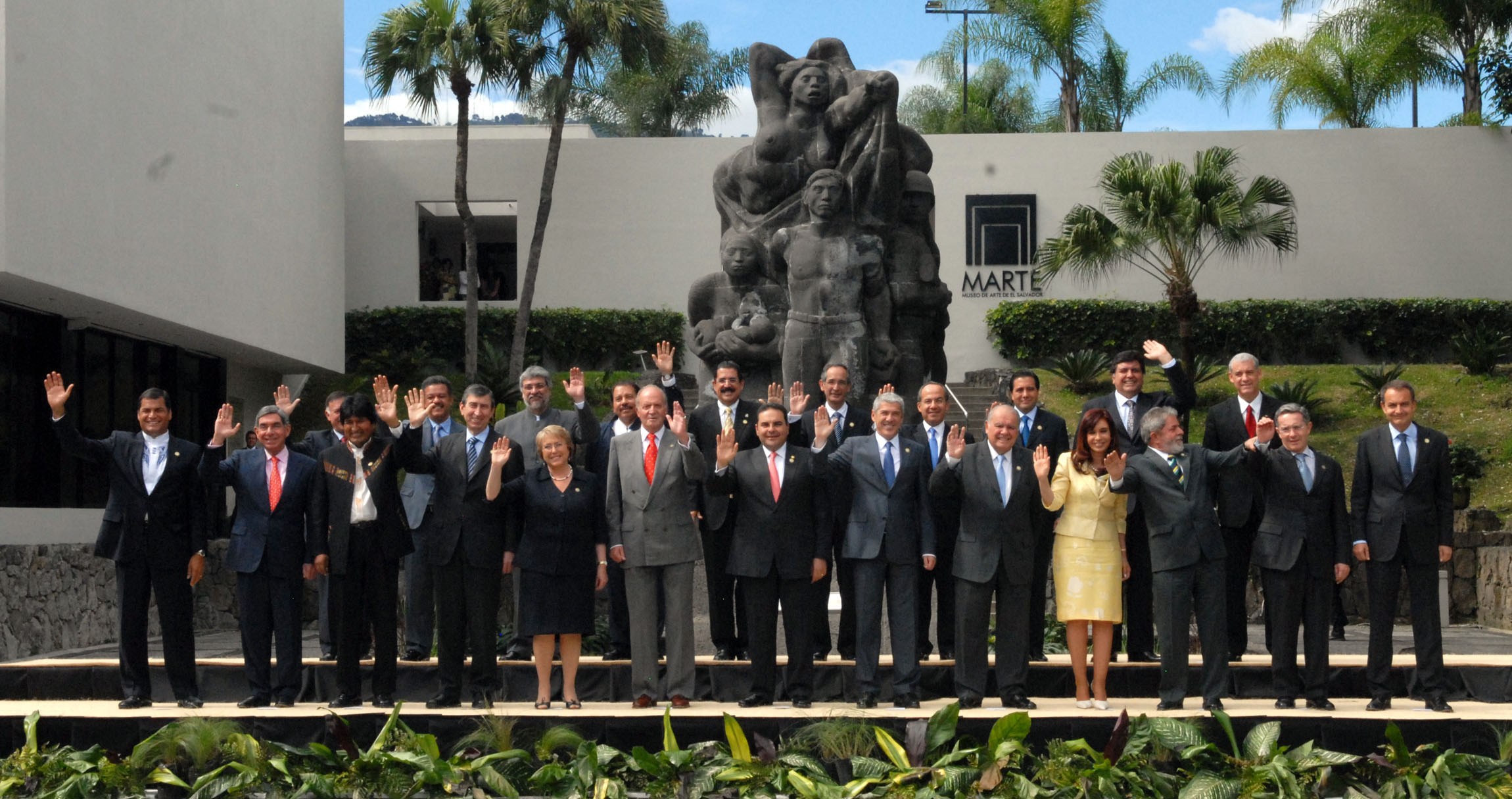
Presidente peruano Alan García y el presidente salvadoreño Elías Antonio Saca asistiendo al XVIII Cumbre Iberoamericana en San Salvador; 2008.

Tanto El Salvador y el Perú comparten una historia común en el hecho de que ambas naciones fueron una vez parte del Imperio español. Durante el período colonial español, El Salvador formaba parte del Virreinato de Nueva España y fue gobernado desde la Ciudad de México mientras que el Perú fue entonces parte del Virreinato del Perú y administrado desde Lima. En 1824, Perú obtuvo su independencia de España. En 1841, El Salvador obtuvo su independencia después de la disolución de la República Federal de Centroamérica. El 10 de junio de 1857, ambas naciones establecieron relaciones diplomáticas.
En julio de 1966, El Salvador y Honduras entraron en guerra que duró 100 horas como resultado de un partido de fútbol, también conocido como la Guerra del Fútbol. Aunque la guerra fue breve, las relaciones entre ambas naciones se mantuvieron tensas durante más de una década. En 1977, ambas naciones nombraron al expresidente peruano, José Luis Bustamante y Rivero, como mediador para las negociaciones de paz entre El Salvador y Honduras. El 30 de octubre de 1980, once años después de la guerra, las dos naciones firmaron un tratado de paz en Lima, Perú y acordaron resolver la disputa fronteriza sobre el Golfo de Fonseca y cinco secciones de la frontera terrestre a través de la Corte Internacional de Justicia (CIJ).
En 1979, la guerra civil de El Salvador comenzó. Desde 1982, Secretario General de las Naciones Unidas, Javier Pérez de Cuéllar (originario de Perú), desempeñó un papel importante en la mediación durante la guerra. Como resultado, el presidente peruano Alan García recibió a funcionarios del gobierno salvadoreño y rebeldes FMLN en Perú para discusiones de paz. En 1989, el Secretario General Javier Pérez de Cuéllar nombró a un diplomático peruano, Álvaro de Soto, como representante Personal para el Proceso de Paz Centroamericano, y Soto dirigió las negociaciones que pusieron fin a la guerra civil en El Salvador. En enero de 1992, el gobierno salvadoreño y el FMLN firmaron un acuerdo de paz en la Ciudad de México conocido como los Acuerdos de Paz de Chapultepec, que puso al fin a la guerra civil.
Desde el final de la guerra civil, las relaciones entre El Salvador y Perú se han mantenido cercanas. Ambas naciones participan en varias organizaciones multilaterales regionales y ha habido numerosas reuniones entre los líderes de ambas naciones. En noviembre de 2001, el presidente salvadoreño Francisco Flores realizó una visita al Perú para asistir a la XI Cumbre Iberoamericana celebrada en Lima. En octubre de 2008, el presidente peruano Alan García realizó una visita a El Salvador para asistir a la XVIII Cumbre Iberoamericana en San Salvador.
En 2017, ambas naciones celebraron 160 años de relaciones diplomáticas.

## Acuerdos bilaterales
Ambas naciones han firmado algunos acuerdos bilaterales como un Tratado de Extradición (2005) y un Acuerdo sobre la Promoción y Protección Recíproca de Inversiones (1996). Desde 2010, ambas naciones han estado negociando un Tratado de libre comercio.

## Transporte
Hay vuelos directos entre ambas naciones con Avianca Perú.

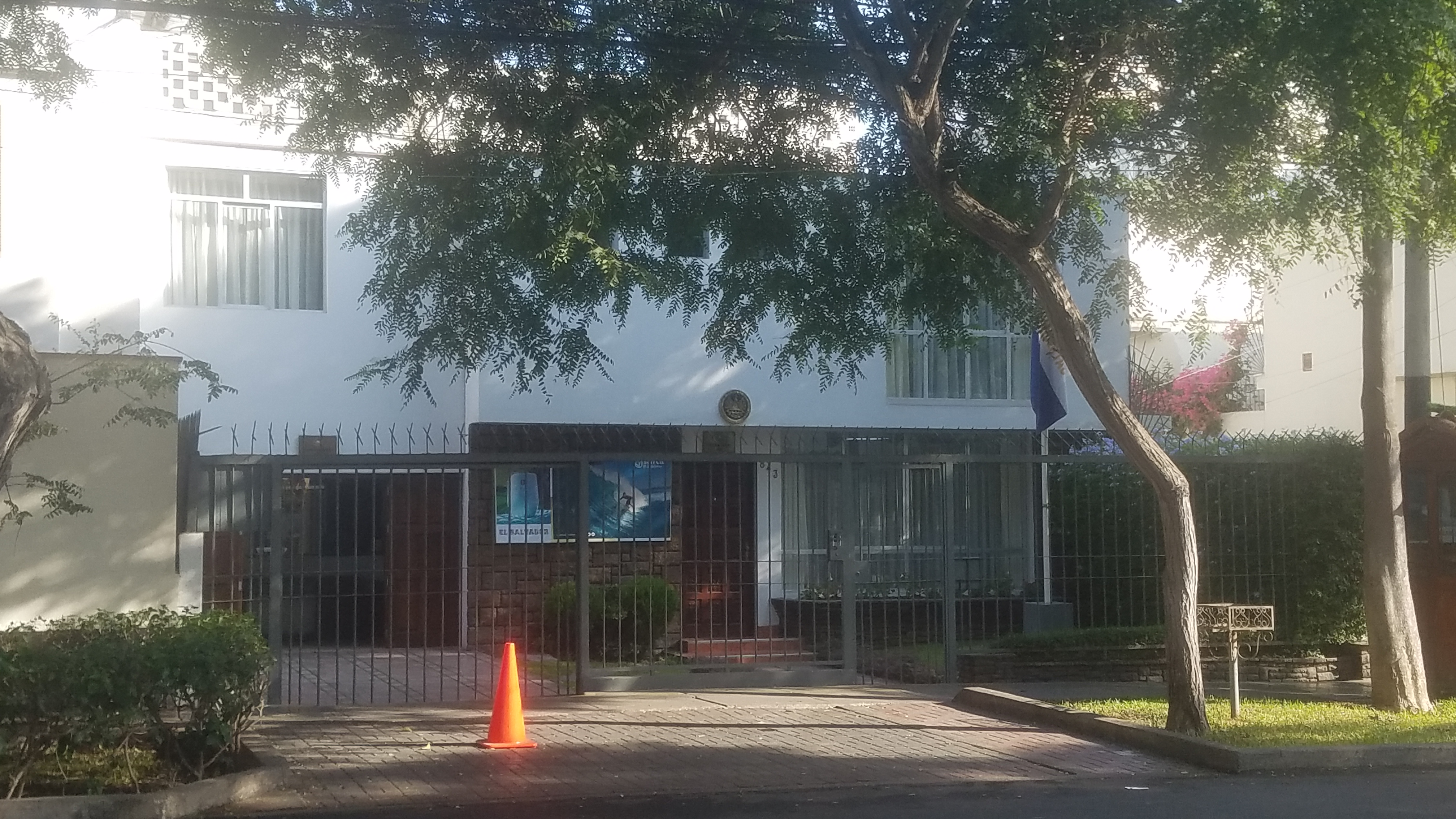
Embajada de El Salvador en Lima

## Misiones diplomáticas
- El Salvador tiene una embajada en Lima.[8]
- Perú tiene una embajada en San Salvador.[9]